# Медаль принца-регента Луїтпольда

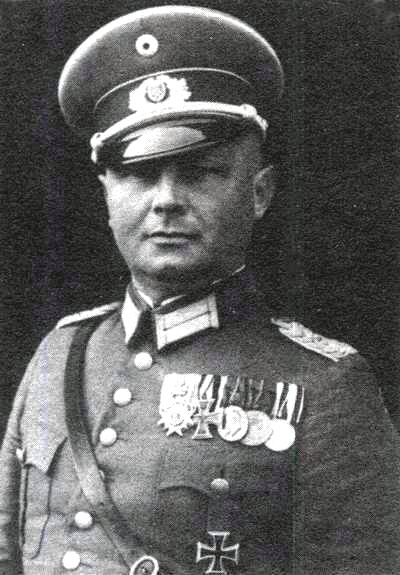
Майор рейхсверу Баптіст Кнісс (1930). На лівому боці грудей помітна медаль принца-регента Луїтпольда (третя ліворуч).

Медаль принца-регента Луїтпольда (нім. Prinzregent Luitpold-Medaille) — нагорода Баварського королівства, заснована 30 червня 1905 року принцом-регентом Луїтпольдом Баварським як пам'ятна медаль і нагорода за заслуги.

## Опис
Овальна медаль, на аверсі зображений профіль засновника нагороди і його ім'я LUITPOLD PRINZ-REGENT VON BAYERN. На реверсі зображений герб Баварії з гаслом IN TREUE FEST (укр. НЕЗЛАМНИЙ У ВІРНОСТІ) і рік заснування медалі — 1905.
Існували 2 ступені медалі — золота і срібна. Золота медаль носилась на шийній стрічці, срібна — на нагрудній на лівому боці грудей. Стрічка медалі яскраво-червона, у нагороджених військовиків — з зеленими краями.
З нагоди свого 90-річчя принц Луїтпольд заснував додаток до медалі — корону, яка кріпилась між кільцем і медаллю.

## Відомі нагороджені
- Карл Гаусгофер
- Едуард Дітль
- Фрідріх Долльман — нагороджений медаллю (12 березня 1905) і короною (24 жовтня 1909)
- Еміль Лееб
- Ойген Обергойссер
- Вільгельм Конрад Рентген
- Вільгельм Фармбахер — нагороджений золотою медаллю.
- Фердинанд фон Цеппелін